# Pontus De la Gardie
El barón Pontus De la Gardie o Ponce de La Gardie (Caunes-Minervois, circa 1520 - río Narva, Rusia, 5 de noviembre de 1585) fue un general y diplomático francés que estuvo al servicio de Dinamarca y Suecia.

## Biografía
Nacido como Ponce d'Escouperie, natural de Caunes-Minervois (Aude), Languedoc, hijo de Jacques Escoperie, señor De la Gardie, y de Catherine de Sainte-Colombe. Su familia le había destinado para el servicio de la iglesia, de modo que fue educado para ser sacerdote en la diócesis de Carcasona. Pero él se decantó finalmente por el estamento militar. Así que dejó Languedoc para seguir la carrera militar. Tomó el nombre de Pontus De la Gardie y se dedicó a la guerra, primero en el Piamonte, luego en Escocia para finalmente entrar al servicio del Reino de Dinamarca y Noruega. De la Gardie fue ascendido a oficial y estuvo a cargo de un regimiento de mercenarios. En 1565, durante la guerra nórdica de los Siete Años, fue capturado por los suecos en Varberg. Estos le convenció para adherirse a la causa sueca. Pronto De la Gardie llegó a ser favorito del rey Juan III de Suecia. Se convirtió a la religión protestante. En 1569, después de solo cuatro años al servicio de Suecia, fue premiado con un título nobiliario. En 1571, fue nombrado barón, friherre, Pontus de La Gardie y recibió el castillo de Ekholmen.
Se cree que estuvo implicado en la trama que Charles de Mornay organizó para asesinar a Juan III (1573). De Mournay estuvo en contacto con Cristina de Dinamarca y el embajador francés en Copenhague, Charles Dancay. Juan III tenía que ser asesinado durante el baile de las espadas de los mercenarios escoceses, en la fiesta que estos ofrecerían, en octubre de 1573, antes de su partida de lo hacía los países bálticos. Tras el magnicidio, el duque Carlos, el hermano del rey, sería el nuevo rey. El complot fracasó porque de Mornay no tuvo valor para dar la señal a los mercenarios. en 1574 se descubrió la trama y Charles de Mornay fue arrestado, interrogado y ejecutado. Nunca quedó claro quienes participaron pero los presuntos conspiradores Hogenskild Bielke, Gustaf Banér y Pontus De la Gardie, se reunieron varias veces en los aposentos de la princesa Isabel de Suecia, reuniones a las que también asistió la princesa Cecilia de Suecia; las dos hermanas, y su hermano Carlos, pudieran haber estado implicados aunque nunca fueron acusados. Tampoco Ponce De la Gardie.
De la Gardie se hizo cargo del ejército sueco en Finlandia y Estonia después de la renuncia de Clas Åkesson Tott como comandante supremo, consecuencia del asedio de Wesenberg (1574) durante la Guerra de Livonia. Las habilidades de De la Gardie combinadas con el hecho de que el enemigo de Suecia, Rusia, tuvo que mover ejércitos para defenderse de los ataques polacos más al sur, condujo a sucesivos éxitos militares suecos en los años siguientes. En el otoño de 1580, Carelia fue conquistada. De la Gardie movió su ejército por el helado golfo de Finlandia para capturar las fortalezas de Wesenberg (hoy Rakvere) y Tolsburg (hoy Toolse). En septiembre de 1581, Narva fue tomada después de una tormenta a la que precedió un bombardeo masivo. 4000 soldados y civiles fueron asesinados, hecho que descubrió que De la Gardie no solo era un hábil militar, sino también un comandante duro y cruel. En otoño de 1581 De la Gardie y sus tropas suecas capturaron el castillo de Ivangorod y varios otros. En 1582, terminó la guerra con Rusia y Suecia consiguió mantener las conquistas hechas en Carelia e Ingria, pero tuvo que retirarse de Livonia.
De la Gardie fue el comandante militar más famoso de Suecia durante el siglo XVI y se le atribuye gran parte del éxito militar del país en la década de 1580. Un ejemplo de su ingenio fue la novedosa estrategia empleada en el sitio de Narva. Murió ahogado en el río Narva mientras tenían lugar las negociaciones de paz con Rusia. Está enterrado en la catedral de Santa María de Tallin. El monumento funerario es obra de artista y arquitecto Arent Passer.

## Familia
Ponce De la Gardie y Sofía Gyllenhielm tuvieron tres hijos:
1. Brita Pontusdotter De la Gardie (1581-1645)
2. Barón Johan De la Gardie (1582-1642), hombre de estado del imperio sueco
3. Conde y Mariscal de Campo, Jacobo De la Gardie (1583-1652)